# NGC 6492
NGC 6492 este o galaxie spirală situată în constelația Păunul. A fost descoperită în 22 iulie 1835 de către John Herschel. Se află la o distanță de 47,86 de megaparseci de Pământ.